# Psychotria paludosa
Psychotria paludosa är en måreväxtart som beskrevs av Johannes Müller Argoviensis. Psychotria paludosa ingår i släktet Psychotria och familjen måreväxter. Inga underarter finns listade i Catalogue of Life.